# Luciano Ercoli
Luciano Ercoli (* 19. Oktober 1929 in Rom; † 15. März 2015 in Barcelona) war ein italienischer Filmproduzent, -regisseur und Drehbuchautor.

## Leben
Ercoli begann 1953 als Regieassistent und Regiehilfe, bis er mit Anbruch des neuen Jahrzehntes als Produzent tätig wurde. Dabei beschränkte er sich auf eine geringere Zahl Filme, die jedoch qualitativ hochwertige Genreware darstellten und erfolgreich waren. Zwischen 1970 und 1976 führte er auch in acht Streifen Regie. Meist besetzte er seine Frau Nieves Navarro (Künstlername Susan Scott) in der Hauptrolle, oft arbeitete er mit Giuliano Gemma zusammen.
Ercoli benutzte auch das Pseudonym André Colbert.

## Filme (Auswahl)
- 1961: Die nackte Odyssee (Odissea nuda) (Produzent)
- 1965: Eine Pistole für Ringo (Una pistola per Ringo) (P)
- 1965: Ringo kommt zurück (Il ritorno di Ringo) (P)
- 1967: Der lange Tag der Rache (I lunghi giorni della vendetta) (P)
- 1968: Das Gold von Sam Cooper (Ognuno per sé) (P)
- 1970: Frauen bis zum Wahnsinn gequält (Le foto proibite di una signora per bene) (Regie, Buch, Schnitt)
- 1973: Haie kennen kein Erbarmen (Troppo rischio per un uomo solo) (R, P)
- 1974: Die heißen Nächte der Lucrezia Borgia (Lucrezia giovane) (R)
- 1974: Nacktes Entsetzen (Un par de zapatos del '32) (B)
- 1975: Killer Cop (La polizia ha le mani legate) (R, P)